# Macromitrium cavaleriei
Macromitrium cavaleriei là một loài Rêu trong họ Orthotrichaceae. Loài này được Cardot & Thér. mô tả khoa học đầu tiên năm 1906.